# Pombal, Brasilien
Pombal är en ort i Brasilien.   Den ligger i kommunen Pombal och delstaten Paraíba, i den östra delen av landet, 1 500 km nordost om huvudstaden Brasília. Pombal ligger 185 meter över havet och antalet invånare är 21 751.
Terrängen runt Pombal är huvudsakligen platt. Pombal ligger nere i en dal.Det finns inga andra samhällen i närheten.
Omgivningarna runt Pombal är huvudsakligen savann. Runt Pombal är det glesbefolkat, med 19 invånare per kvadratkilometer.